# Жангалиева, Бахыт Жангалиевна
Бахыт Жангалиева (11 июня 1947, Шалкар, Актюбинская область — 24 июня 2017, Алма-Ата, Казахстан) — советская и казахская актриса кино и театра. Заслуженная артистка Казахской ССР (1982). Кавалер ордена «Курмет» (2008).

## Биография
Родилась 11 июня 1947 года в селе Челкар Актюбинской области.
Окончила актёрский факультет Института искусств им. Курмангазы (1970), актриса; театральное отделение Актюбинского культпросветучилища.
С 1968 по 2017 годы — актриса Казахский государственный академический театр драмы имени М. О. Ауэзова
Член художественного совета Казахского государственного академического театра драмы им. М. Ауэзова.
Ушла из жизни в Алма-Ате 24 июня 2017 года.

## Основные роли на сцене
- Занята в спектаклях: «Қозы-Көрпеш — Баян сұлу»(Баян), «Қан мен тер»(Ақбала), «Айман-Шолпан»(Айман), «Ант»(Бәтима ханым), «Перед заходом солнца» (Фрау Петерс), «Шоқан Уәлиханов»(Панаева), «Юлий Цезарь»(Кальпурния), «Дом Бернарды Альбы»(Ангустяс), «Кебенек киген арулар»(Ирма Брандт), «Ангел с дьявольским лицом» (Катира), «Прощание со старым домом» (Назгуль), «Ночь, когда плачут кони» (Бригадир), «Жүрейік, жүрек ауыртпай», «Сыған серенадасы».
- Снималась в кинофильмах «Айгерим», «Последние холода», «Час волка», «Балкон» — киностудия «Казахфильм», «Кек»; телефильме «Ангелочек».

## Награды и звания
- Награждена Почётные грамоты Верховный Совет Казахской ССР и Медаль «Ветеран труда»
- 1982 — Присвоено почётное звание «Заслуженная артистка Казахской ССР» (за заслуги в области казахского и советского театрального искусства)
- 2008 — Орден Курмет (за большие заслуги в развитии казахского театрального искусства) (16.12.2008)[1][2]
- 2011 — Медаль «20 лет независимости Республики Казахстан»
- «Почётный гражданин Шалкарского района».